# アントワーヌ・コワペル
アントワーヌ・コワペル（Antoine Coypel、1661年4月11日 - 1722年1月7日）は、フランスの画家である。王室の筆頭画家"premier peintre du roi"に任じられた。

## 略歴
パリで生まれた。父親のノエル・コワペルは画家で、異母弟にノエル＝ニコラ・コワペル（Noël-Nicolas Coypel:1690-1734)がいる。ノエル・コワペルはフランスの王室で有力な画家となっていて、1673年にローマの在ローマ・フランス・アカデミーの校長に任じられ、12歳のアントワーヌは父親と1673年から1675年の間、ローマに滞在し、父親から美術教育を受けた。ローマでは、ルネッサンスの巨匠作品や古代彫像から学んだ。イタリアのバロックの画家たちに影響を受け、コレッジョの作品に影響を受けた。
パリに戻った後、コレージュ・ダルクール(Collège d'Harcourt)で古典文学の教育を受けた。若くして才能は認められ、20歳の時に王立絵画彫刻アカデミーの会員に選ばれた。
その後も画家として成功し、多くの宮殿の装飾画も描いた。1710年に王室絵画コレクションの館長になり、1716年に王室の筆頭画家"premier peintre du roi"となった。
パリで没した。
1688年にMarie-Jeanne Bideauと結婚し、息子のシャルル＝アントワーヌ・コワペル(Charles-Antoine Coypel:1694-1752)は歴史画家として知られる。

## 作品

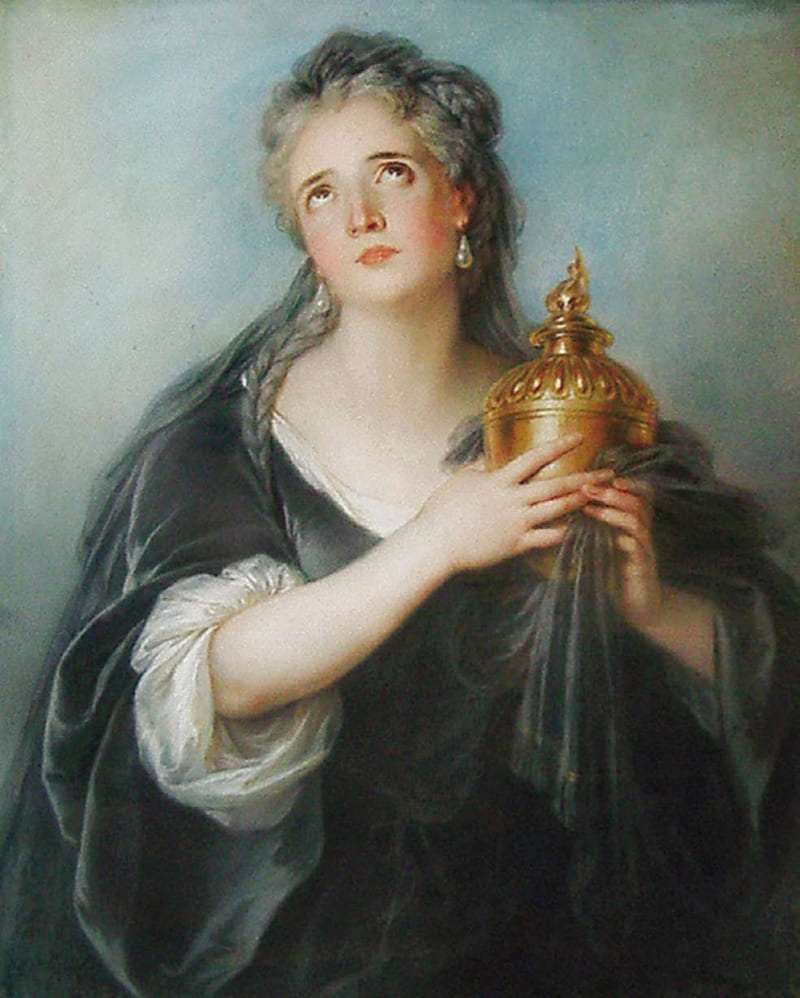
アドリエンヌ・ルクヴルール-女優
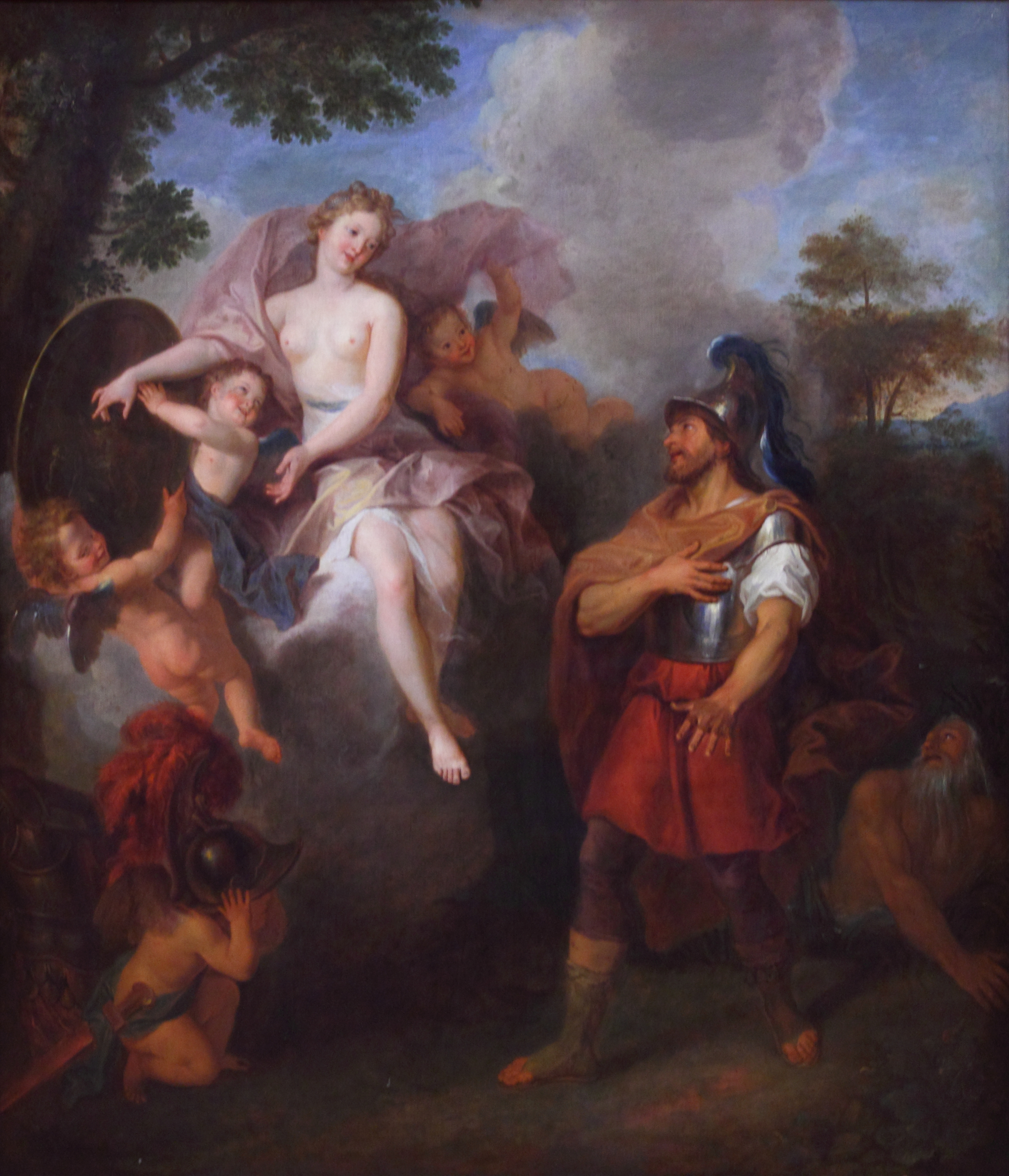
Venus bringing the arms to Aeneas (1699)
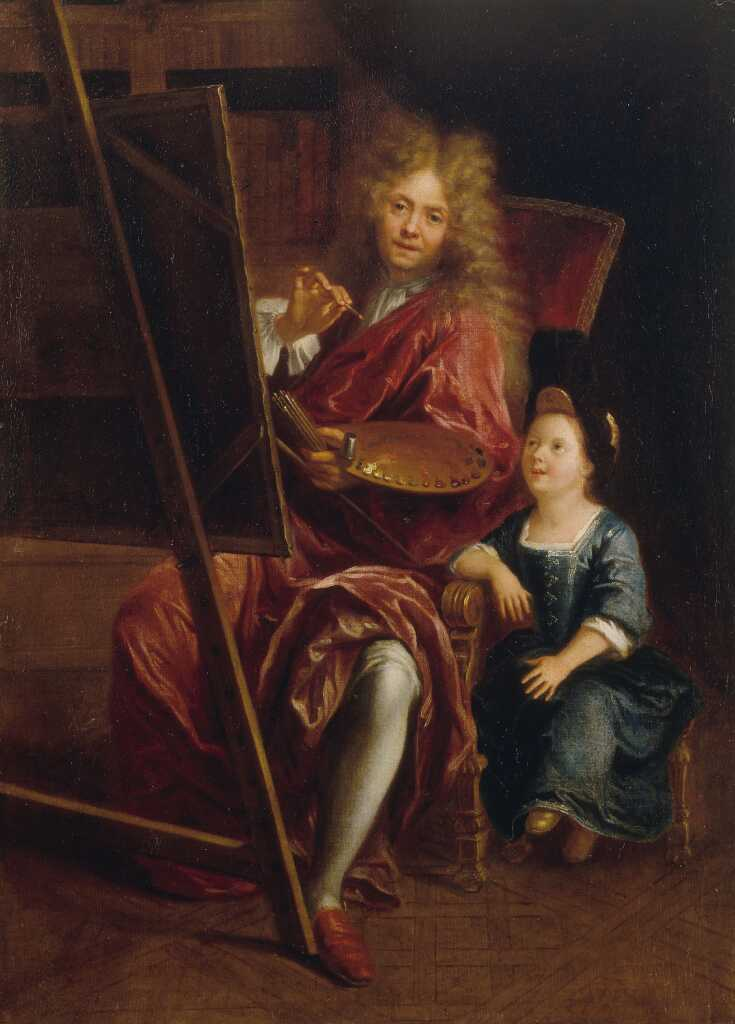
息子との自画像 (1692)
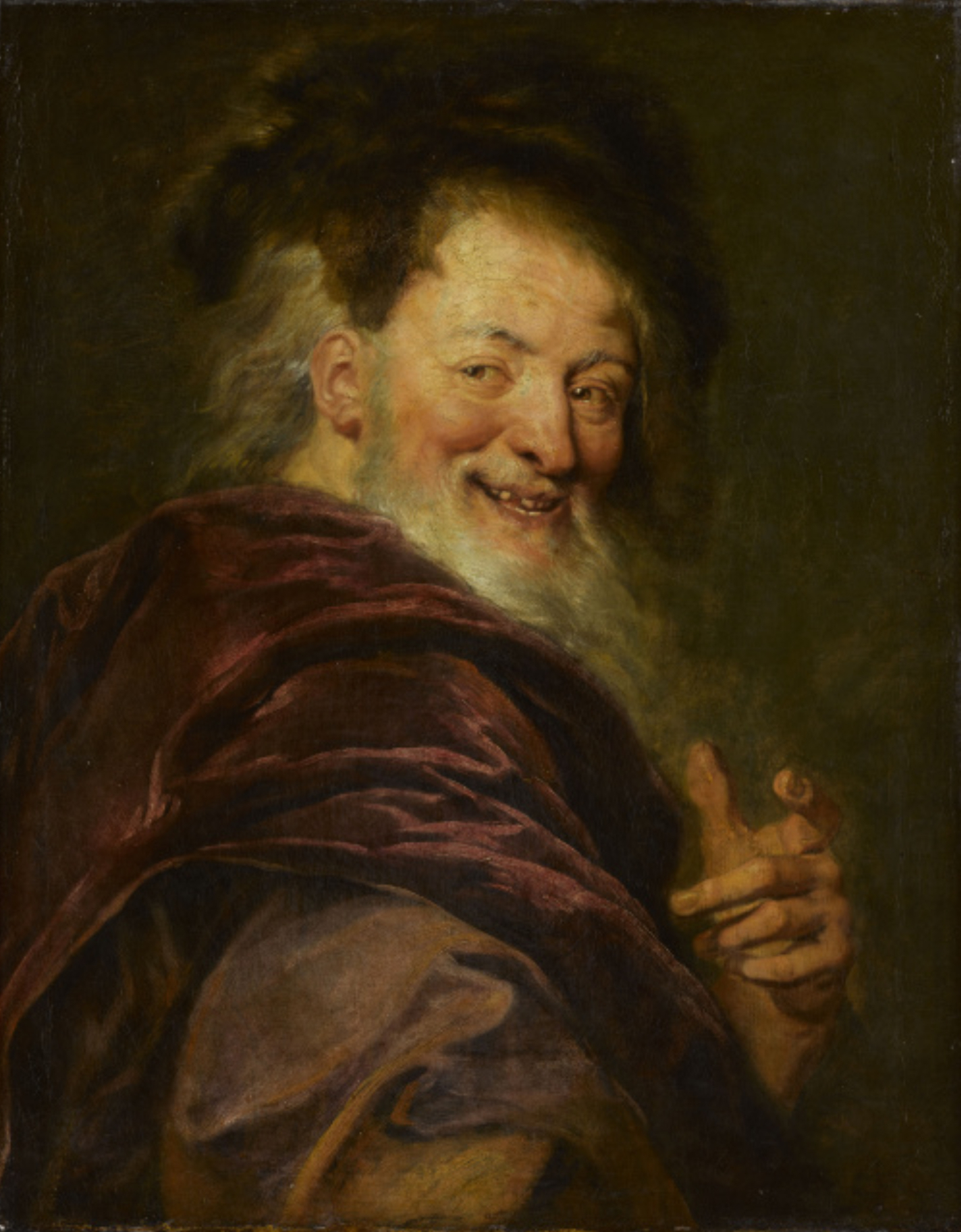
デモクリトス